# Chirurdzy (seria 19)
Dziewiętnasty sezon amerykańskiego telewizyjnego dramatu medycznego Grey’s Anatomy: Chirurdzy został zamówiony 10 stycznia 2022 przez ABC. Premiera odbyła się 6 października 2022. Sezon wyprodukowany przez ABC Signature we współpracy z Shondaland, Entertainment One Television oraz Trip the Light.

## Obsada

### Główna
- Ellen Pompeo jako dr Meredith Grey
- Chandra Wilson jako dr Miranda Bailey
- James Pickens Jr. jako dr Richard Webber
- Kevin McKidd jako dr Owen Hunt
- Caterina Scorsone jako dr Amelia Shepherd
- Camilla Luddington jako dr Jo Wilson
- Kelly McCreary jako dr Maggie Pierce
- Kim Raver jako dr Teddy Altman
- Jake Borelli jako dr Levi Schmitt
- Chris Carmack jako dr Atticus „Link” Lincoln
- Anthony Hill jako dr Winston Ndugu
- Alexis Floyd jako dr Simone Griffith
- Harry Shum Jr. jako dr Benson „Blue” Kwan
- Adelaide Kane jako dr Jules Millin
- Midori Francis jako dr Mika Yasuda
- Niko Terho jako dr Lucas Adams
- Scott Speedman jako dr Nick Marsh

### Drugoplanowe postacie
- Kate Walsh jako dr Addison Montgomery
- Debbie Allen jako dr Catherine Fox
- Aniela Gumbs jako Zola Grey Shepherd
- Jaicy Elliot jako dr Taryn Helm
- Jason George jako dr Ben Warren
- William Martinez jako dr Trey Delgado
- Calvin Seabrooks jako Carlos Garcia
- Stefania Spampinato jako dr Carina DeLuca
- E.R. Fightmaster jako dr Kai Bartley
- Samuel Page jako Sam Sutton
- Juliet Mills jako Maxine Anderson

### Gościnne występy
- Marla Gibbs jako Joyce Ward
- Nolan Gould jako Chase Sams
- Artemis Pebdani jako Sharon Peters
- Jesse Williams jako dr Jackson Avery
- Greg Germann jako dr Tom Koracick
- Jaina Lee Ortiz jako porucznik Andy Herrera
- Boris Kodjoe jako Robert Sullivan
- Carlos Miranda jako porucznik Theo Ruiz
- Danielle Savre jako kapitan Maya Bishop
- Barrett Doss jako Victoria „Vic” Hughes
- Johanna Curé jako Natalia Asaki
- Rick Kumazawa jako Elliot Asaki
- Jessika Van jako Marni Young
- Kate Burton jako dr Ellis Grey
- LaTanya Richardson Jackson jako Diane Pierce

## Lista odcinków
| Nr ogółem | Nr w sezonie | Tytuł                               | Polski tytuł                      | Reżyseria            | Scenariusz                | Premiera (ABC)       | Premiera w Polsce (Fox) | Kod    |
| --- | ------------ | ----------------------------------- | --------------------------------- | -------------------- | ------------------------- | -------------------- | ----------------------- | ------ |
| 401 | 1            | Everything Has Changed              | Wszystko się zmieniło             | Debbie Allen         | Krista Vernoff            | 6 października 2022  | 8 marca 2023            | #19.01 |
| 402 | 2            | Wasn’t Expecting That               | To było niespodziewane            | Pete Chatmon         | Meg Marinis               | 13 października 2022 | 15 marca 2023           | #19.02 |
| 403 | 3            | Let’s Talk About Sex                | Porozmawiajmy o seksie            | Kevin McKidd         | Michelle Lirtzman         | 20 października 2022 | 22 marca 2023           | #19.03 |
| 404 | 4            | Haunted                             | Nawiedzony                        | Amyn Kaderali        | Jamie Denbo               | 27 października 2022 | 29 marca 2023           | #19.04 |
| 405 | 5            | When I Get to the Border            | Gdy docieram do granicy           | Jesse Williams       | Julie Wong                | 3 listopada 2022     | 5 kwietnia 2023         | #19.05 |
| 406 | 6            | Thunderstruck                       | Jak rażeni piorunem               | Michael Watkins      | Jase Miles-Perez          | 10 listopada 2022    | 12 kwietnia 2023        | #19.06 |
| Odcinek jest drugą częścią dwuodcinkowego crossoveru z serialem: Jednostka 19 (część 1: sezon 6, odcinek 6). |              |                                     |                                   |                      |                           |                      |                         |        |
| 407 | 7            | I’ll Follow the Sun                 | W stronę słońca                   | Debbie Allen         | Krista Vernoff            | 23 lutego 2023       | 19 kwietnia 2023        | #19.07 |
| 408 | 8            | All Star                            | Gwiazda sportu                    | Allison Liddi-Brown  | Briana Belser             | 2 marca 2023         | 26 kwietnia 2023        | #19.08 |
| 409 | 9            | Love Don’t Cost a Thing             | Miłość nic nie kosztuje           | Kevin McKidd         | Jess Righthand            | 9 marca 2023         | 10 maja 2023            | #19.09 |
| 410 | 10           | Sisters Are Doin’ It for Themselves | Siła sióstr                       | Linda Klein          | Tameson Duffy             | 16 marca 2023        | 17 maja 2023            | #19.10 |
| 411 | 11           | Training Day                        | Dzień szkolenia                   | Kim Raver            | Meg MarinisJulie Wong     | 23 marca 2023        | 24 maja 2023            | #19.11 |
| 412 | 12           | Pick Yourself Up                    | Podnieś się                       | Kevin McKidd         | Scott D. Brown            | 30 marca 2023        | 31 maja 2023            | #19.12 |
| 413 | 13           | Cowgirls Don’t Cry                  | Kowbojki nie płaczą               | Chandra Wilson       | Mark Driscoll             | 6 kwietnia 2023      | 7 czerwca 2023          | #19.13 |
| 414 | 14           | Shadow of Your Love                 | Cień Twojej miłości               | Allison Liddi-Brown  | Beto Skubs                | 13 kwietnia 2023     | 14 czerwca 2023         | #19.14 |
| 415 | 15           | Mama Who Bore Me                    | Mamo, która mnie urodziłaś        | Linda Klein          | Alyssa Margarite Jacobson | 13 kwietnia 2023     | 21 czerwca 2023         | #19.15 |
| 416 | 16           | Gunpowder and Lead                  | Proch i ołów                      | Morenike Joela Evans | Michelle Lirtzman         | 20 kwietnia 2023     | 28 czerwca 2023         | #19.16 |
| 417 | 17           | Come Fly With Me                    | Odleć ze mną                      | Amyn Kaderali        | Kingsley Ume              | 4 maja 2023          | 5 lipca 2023            | #19.17 |
| 418 | 18           | Ready to Run                        | Gotowi do biegu                   | Allison Liddi-Brown  | Julie Wong                | 11 maja 2023         | 12 lipca 2023           | #19.18 |
| 419 | 19           | Wedding Bell Blues                  | Czekając na ślub                  | Kevin McKidd         | Krista VernoffMeg Marinis | 18 maja 2023         | 19 lipca 2023           | #19.19 |
| 420 | 20           | Happily Ever After?                 | I żyli potem długo i szczęśliwie? | Debbie Allen         | Meg Marinis               | 18 maja 2023         | 26 lipca 2023           | #19.20 |